# 'A canzuncella
 'A canzuncella è un brano musicale del 1977 del gruppo musicale Alunni del Sole, scritto da Paolo Morelli e arrangiamento di Gian Piero Reverberi. 
‘A Canzuncella è la canzone che consacra Gli Alunni del Sole nel panorama artistico della canzone napoletana degli anni ’70, in un periodo ricco di fermento, d’innovazione rispetto alla linea melodica classica. 

## Il testo
Il testo inizia con una frase ripetuta Che m'è 'mparato a fa' che è il titolo di una canzone napoletana dell'anno 1956, con testo di Dino Verde.
I versi raccontano una storia d’amore, senza toni struggenti e abusati, ma con disincanto e ironia.

## Formazione
- Paolo Morelli – voce solista, pianoforte
- Bruno Morelli - chitarra
- Giulio Leofrigio - batteria
- Giampaolo Borra - basso
- Arrangiamenti, direzioni d'orchestra Gian Piero Reverberi

## Cover
- 1989: Enrico Ruggeri, album Contatti[2]; l'ha poi eseguita dal vivo al Festival di Sanremo 2016 nella serata delle cover[3]
- 2001: Ornella Vanoni, album Un panino una birra e poi...[4]